# Paraheliophanus jeanae
Paraheliophanus jeanae es una especie de arañas araneomorfas de la familia Salticidae.

## Distribución geográfica
Es endémica de la isla Santa Elena.

## Estado de conservación
Se encuentra amenazada por las especies invasoras.